# Mount Pleasant (Carolina do Norte)
Mount Pleasant é uma cidade  localizada no estado norte-americano de Carolina do Norte, no Condado de Cabarrus.

## Demografia
Segundo o censo norte-americano de 2000, a sua população era de 1259 habitantes.
Em 2006, foi estimada uma população de 1532, um aumento de 273 (21.7%).

## Geografia
De acordo com o United States Census Bureau tem uma área de 3,6 km², dos quais 3,6 km² cobertos por terra e 0,0 km² cobertos por água. Mount Pleasant localiza-se a aproximadamente 223 m acima do nível do mar.

## Localidades na vizinhança
O diagrama seguinte representa as localidades num raio de 20 km ao redor de Mount Pleasant.